# Bicellaria dispar
Bicellaria dispar är en tvåvingeart som beskrevs av Oldenberg 1920. Bicellaria dispar ingår i släktet Bicellaria och familjen puckeldansflugor. Inga underarter finns listade i Catalogue of Life.